# Dracontium prancei
Dracontium prancei là một loài thực vật có hoa trong họ Ráy (Araceae). Loài này được G.H.Zhu & Croat mô tả khoa học đầu tiên năm 2004.